# AC Sangiovannese 1927
ASD Sangiovannese 1927, opgericht in 1927 als Unione Sportiva Sangiovannese, is een Italiaanse voetbalclub uit San Giovanni Valdarno in Toscane. De club speelt haar thuiswedstrijden in het Stadio Virgilio Fedini, met een capaciteit van ongeveer 3.400 zitplaatsen, en de clubkleuren zijn donkerblauw en wit.
In de vroege jaren 2000 kende Sangiovannese een succesvolle periode met promotie naar Serie C2, en later Serie C1, het derde niveau van het Italiaanse voetbal. De club verbleef daar tot het seizoen 2007-08, waarna degradaties volgden door financiële problemen. In 2011 werd de club opnieuw opgericht als ASD Sangiovannese en speelt sindsdien hoofdzakelijk in de Serie D, de hoogste amateurdivisie en vierde klasse in Italië

## Naamwijzigingen
Door de jaren heen veranderde de club verschillende keren van naam, tot het in 2015 de huidige naam aannam.

## Succesjaren en degradaties
In de vroege jaren 2000 kende Sangiovannese een succesvolle periode met promotie naar Serie C2en later Serie C1, het derde niveau van het Italiaanse voetbal. De club verbleef daar tot het seizoen 2007-08, waarna degradaties volgden door financiële problemen. In 2011 werd de club opnieuw opgericht als ASD Sangiovannese en speelt sindsdien hoofdzakelijk in de Serie D, de hoogste amateurdivisie en vierde klasse in Italië